# Garbina
Garbina (Duits: Willenberg) is een plaats in het Poolse district  Braniewski, woiwodschap Ermland-Mazurië. De plaats maakt deel uit van de gemeente Braniewo en telt 40 inwoners.